# Aleksandras Getautas
Aleksandras Getautas (* 10. März 1976) ist ein aus Litauen stammender Handballspieler und -trainer.

## Karriere
Der 1,91 Meter große Getautas spielte auf den Positionen Rückraum und Außen. Er bestritt 14 A- und 47 A-Junioren-Länderspiele für sein Heimatland Litauen.
1993 bis 1998 spielte er bei Maistas Klaipėda, 1999/2000 bei Lūšis Akademikas Kaunas. Von 2000 bis 2005 spielte er beim TSV Bremervörde. 2005 wechselte er aus der Regionalliga vom TSV Bremervörde zum TSV Hannover-Anderten, wo er in der Regionalliga Nord und in der 2. Bundesliga spielte und zwischenzeitlich auch als Trainer für die zweite Herrenmannschaft verantwortlich war. 2009 beendete er seine Profikarriere beim HSV Hannover.
Als B-Lizenz-Inhaber (erworben 2005) trainierte er von Juli 2010 bis 2013 die erste Herrenmannschaft der Sportfreunde Söhre als Spielertrainer in der Landesliga (Aufstieg in die Verbandsliga 2011) Hannover.